# Harry Bordon
Henri Charles (Harry) Bordon (Venlo, 14 september 1921 – Amsterdam, 3 november 1980) is voornamelijk bekend als zanger en cabaretier, maar heeft tijdens zijn leven vele baantjes gehad. Hij was de stiefvader van Jenny Arean.
Van oorsprong bakkersleerling werkte Harry tot na de Tweede Wereldoorlog als bakkersknecht in Geleen. In Remscheid (Duitsland) genoot hij een muzikale opleiding, waarmee hij cabaretier werd. Hij schreef zijn eigen teksten. 
Na het overlijden van zijn moeder in 1929 woonde hij onder andere bij familie in Maastricht en Geleen en een vakbroeder in Stein. 
Met de Geleense Dizyband van de gebroeders Dizy trok hij door Limburg met zijn sketches en liedjes. Hij was een snelle tekstschrijver, het bekende 'Wie sjoen ós Limburg is' zou tijdens de nachtmis in Munstergeleen in 1949 zijn ontstaan. De meeste van Bordons liedjes zijn in deze periode geschreven. 
De zanger stapte over naar het Zuid-Nederlands Ontspanningsgezelschap van Emile Fijten, dat met een revue-achtig programma wekelijks uitverkochte zalen trok. Het orkest werd ondersteund door het Fonds voor Sociale Instellingen van de Staatsmijnen, erg actief in het organiseren van ontspanning voor de duizenden mijnwerkers en mijnbeambten. 
Via Fijten, die contacten had in Amsterdam, kwam Bordon in 1951 in de hoofdstad terecht waar hij ging optreden als conferencier en zanger. Daar was toen ook Toon Hermans net aan zijn carrière begonnen en hadden ook revues zoals van Snip en Snap veel succes. Hij trouwde in Amsterdam met chansonnière Conny Renoir die al een kind had uit een eerder huwelijk, Jenny Klarenbeck, alias Jenny Arean.
Bordons eerste platen, Wie sjoen ós Limburg is en  't Kapelke, geschreven in 1949, en kort daarna Marieke en  't Zude, werden begin 1954 uitgebracht door de Belgische platenmaatschappij Omega; de opnames vonden waarschijnlijk plaats in een studio in Brussel. Het KRO-Amusementsorkest, een 26-koppige groep onder leiding van Klaas van Beeck verzorgde de begeleiding. De platen werden veel gedraaid bij de Limburgse Regionale Omroep Zuid, maar vooral in het landelijke programma Arbeidsvitaminen met een groot succes van Wie sjoen ós Limburg is als gevolg. Van deze plaat werden ruim 80.000 exemplaren verkocht.
Bordon, wordt samen met Chel Savelkoul, Sjef Diederen, Frits Rademacher en Jo Erens gerekend tot De Grote Vijf van de Limburgse Troubadours van de jaren veertig tot en met negentig van de vorige eeuw. Zij vormden belangrijke identificatiepunten voor de Limburgse samenleving.
Van de zanger zijn slechts 16 liedjes op geluidsdrager bekend. De laatste jaren van zijn leven werkte Harry Bordon in Amsterdam.

Enkele van zijn liedjes:
- Wie sjoen ós Limburg is
- 't Kapelke
- Daar waar een zoen een muulke is
- Sjei oet!
- Marieke
- 't Zude
- Es de waereld zoe vergoan
- Dao drinke wee ein elske op
- In 't graas langs de Maas